# 马孝骏
马孝骏（1911年7月11日—1991年10月28日），出生于浙江宁波，华人作曲家、指挥家、小提琴演奏家、音乐教育家。

## 生平
马孝骏早年丧父，由母亲抚养成人。1931年~1935年，就读于国立中央大学艺术系小提琴专业，师从马思聪。1936年，赴法国巴黎留学，后获音乐教育学博士学位。1947年，从法国回国，任中大教授。内战期间移居法国巴黎，1962年举家移居美国。马孝骏曾先后创立了纽约、巴黎、台北的儿童管弦乐团，出任中國文化學院（現中國文化大學）音樂學系教授兼主任。
其妻为歌唱家卢雅文，其子为大提琴演奏家马友友。1991年，马孝骏在美国去世。